# Perur
Perur es una ciudad censal situada en el distrito de Chittoor en el estado de Andhra Pradesh (India). Su población es de 11127 habitantes (2011). Se encuentra a 57 km de Chittoor y a 123 km de Chennai. 

## Demografía
Según el censo de 2011 la población de Perur era de 11127 habitantes, de los cuales 5499 eran hombres y 5628 eran mujeres. Perur tiene una tasa media de alfabetización del 79,51%, superior a la media estatal del 67,02%: la alfabetización masculina es del 86,92%, y la alfabetización femenina del 72,34%.